# Katja Nassová
Katja Nassová (* 26. listopadu 1968) je bývalá německá sportovní šermířka, která se specializovala na šerm kordem. Německo reprezentovala v devadesátých letech. Na olympijských hrách startovala v roce 1996 a 2000 v soutěži jednotlivkyň a družstev. V roce 1994 obsadila druhé místo na mistrovství světa a v roce 1997 obsadila druhé místo na mistrovství Evropy v soutěži jednotlivkyň. S německým družstvem kordistek vybojovala v roce 1993 a 1997 druhé místo na mistrovství světa.